# Kanaglia (singolo)
Kanaglia è un singolo del rapper italiano DrefGold, pubblicato il 12 settembre 2017 come primo estratto dall'album omonimo.

## Tracce
1. Kanaglia – 2:19